# Pierre Montet
Pour les articles homonymes, voir Montet.
Pierre Montet, né le 27 juin 1885 à Villefranche-sur-Saône et mort le 18 juin 1966 à Paris, est un archéologue et égyptologue français. Il est principalement connu pour avoir découvert la nécropole royale de Tanis à partir de 1929 et mis au jour les sépultures inviolées de plusieurs pharaons des XXIe et  XXIIe dynasties.

## Biographie
Pierre Montet est né à Villefranche-sur-Saône le 27 juin 1885. Il réalise ses études secondaires au lycée Claude Bernard de Villefranche puis après l'obtention de son baccalauréat il effectue une classe préparatoire littéraire (khâgne) au lycée du Parc à Lyon. Il a Édouard Herriot pour professeur. Après une licence de lettres, il se consacre à l'égyptologie dès 1905 sous la direction de Victor Loret. En 1910, Pierre Montet obtient un premier contrat avec l'Égypte et fait son entrée à l’Institut français d'archéologie orientale du Caire. Son travail à l'institut français lui donne la matière pour la thèse qu'il publie sous le titre : Scènes de la vie privée dans les tombeaux égyptiens de l'Ancien Empire.

### Premiers travaux
En 1913 il est chargé de fouiller une colline à proximité de la pyramide d'Abou Rawash, au nord de Gizeh. Des vestiges de l'époque thinite y sont retrouvés. Après deux campagnes de fouilles, Pierre Montet met au jour une nécropole abritant treize tombeaux de la Ire dynastie et trois autres de la IVe dynastie. Ses travaux l'amènent à parcourir l’Égypte. En Haute-Egypte il étudie le site de Qasr-es-Sayyad. En Moyenne-Égypte il explore les tombes des sites d’Assiout, de Deir-Rifeh et de Beni Hassan. Avec un ami géologue il se rend par la suite dans le désert oriental vers le défilé de Ouadi Hammamat, en Haute-Égypte. Dans ces région montagneuses désertiques entre le Nil et la Mer Rouge les anciens égyptiens exploitaient des mines mais également des carrières de grès et de basalte. Pierre Montet y copia les graffitis inscrits laissés à flancs de montagnes et s'appliqua à comprendre la vie et le travail des carriers de l’Égypte antique.

### Fouilles à Byblos
La première guerre mondiale marque un coup d'arrêt à la carrière de Pierre Montet. Il est mobilisé et rejoint l'armée en février 1915. Blessé, il est cité à deux reprises et reçoit des distinctions pour sa valeur. La guerre terminée il est démobilisé en mai 1919 et trouve un emploi de chargé de mission à Byblos, il y trouve cinq fragments hiéroglyphiques inconnus. En octobre de la même année il est nommé professeur à la Faculté des lettres de Strasbourg. L'Académie des inscriptions et belles-lettres informée des découvertes faites par Montet en 1919 le charge de retourner à Byblos et d'explorer le site. De 1921 à 1924 il y mène quatre campagnes de fouilles. Il exhume en 1923 dans la nécropole royale de Jebail (Byblos), le sarcophage d'Ahiram qui présente pour la première fois 21 des 22 caractères de l'alphabet phénicien. Ces inscriptions dans leurs formes sont l'exemple le plus ancien de l'alphabet phénicien et le prototype de tous les alphabets actuels. Dans les trésors de cette nécropole royale, il trouve des vases égyptiens gravés au nom de rois de l'Ancien Empire, des objets envoyés par les pharaons d’Égypte et de nombreux autres artefacts apportant la preuve de relations anciennes et étroites entre l’Égypte et le proche orient. Il publie ses conclusions en 1928 dans l'ouvrage Byblos et l'Egypte, quatre campagnes de fouilles à Gebeil.

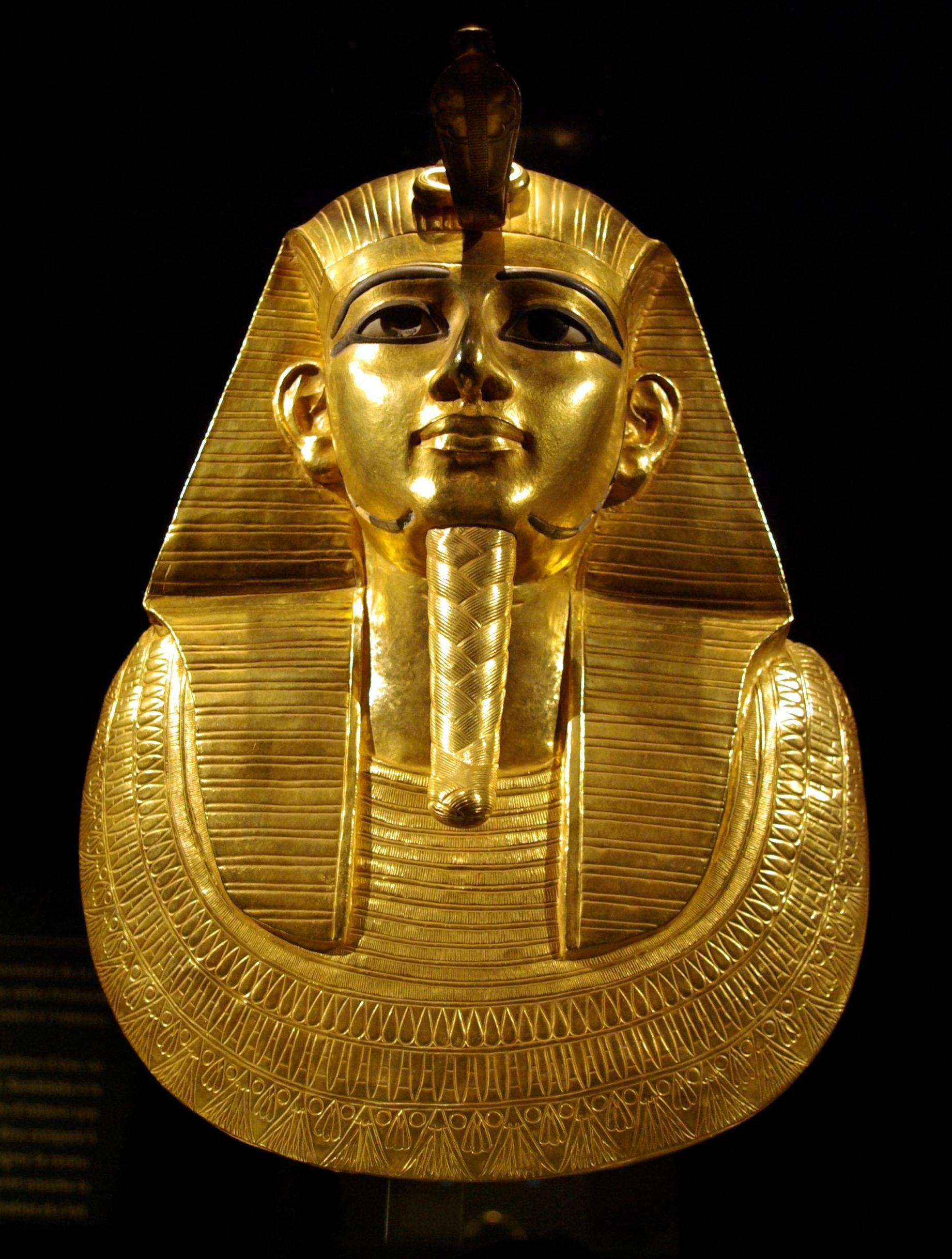
Masque mortuaire en or de Psousennès Ier découvert sur sa momie à Tanis par Pierre Montet en 1940.

### La découverte de la nécropole royale de Tanis
Pierre Montet se préoccupe de retrouver en Égypte même les vestiges de la présence des Hébreux sous les Ramessides. Pour cela il quitte Byblos après avoir confié la suite des fouilles à son collaborateur Maurice Dunand et décide alors de fouiller le delta du Nil. Son choix se porte sur le site de Tanis, exploré par Auguste Mariette au siècle précédent mais encore mal connu et que l’on a longtemps confondu avec la cité de Pi-Ramsès. Ses découvertes capitales, faites entre 1939, 1940 et 1946, lui vaudront les plus grands honneurs de la communauté scientifique.
Il met au jour plusieurs tombes inviolées de pharaons et dignitaires de l'Égypte antique : les pharaons Heqakheperrê Setepenrê Sheshonq II (XXIIe dynastie) en mars 1939, puis Psousennès Ier (XXIe dynastie) en février 1940, ainsi que son fils Aménémopé et celle du général Oundjebaoundjed, contemporain de Psousennès Ier en 1946. Ces tombes inviolées renfermaient un trésor d'une exceptionnelle valeur, comparable au trésor de Toutânkhamon.
Ce trésor de Tanis est exposé principalement au musée égyptien du Caire. De nombreuses pièces issues des fouilles de la mission Montet sont visibles au musée du Louvre.

### Derniers travaux et fin de vie
Il est appelé à enseigner au Collège de France, est élu à l’Institut de France (Académie des inscriptions et belles-lettres) qu'il préside en 1963, année du tricentenaire de cette institution.
Il est le beau-père de Fernand Beaucour, époux de sa fille Camille (1927-2014), qu'il encouragera à s'engager dans la recherche historique.
Il meurt le 18 juin 1966 au 71 rue du Moulin-des-Prés dans le 13e arrondissement de Paris. Il est enterré à Villefranche-sur-Saône. Sa seconde épouse, née Castelli, est morte en 1978 à 85 ans.

## Publications
- Scènes de la vie privée dans les tombeaux égyptiens de l'Ancien Empire, no 24, publication de la faculté des lettres de Strasbourg, Paris, 1925.
- Byblos et l'Égypte, quatre campagnes de fouilles à Gebeil, 1921-1922-1923-1924, no 11, Bibliothèque archéologique et historique, Paris, 1928.
- Les nouvelles fouilles de Tanis, no 20, publication de la faculté des lettres de Strasbourg, Paris, 1933.
- Le drame d'Avaris, P. Geuthner, Paris, 1941.
- Tanis, douze années de fouilles dans une capitale oubliée du delta égyptien, Payot, Paris, 1942.
- La vie quotidienne en Égypte - au temps des Ramsès, Éd. Hachette, 1946, Paris.
- Avec A. Lézine, P. Amiet et E. Dhorme, La nécropole royale de Tanis, 1947-1960, en trois grands volumes décrivant tous les objets exhumés.
- Isis, ou, À la recherche de l'Égypte ensevelie, Hachette, Paris, 1956.
- Géographie de l'Égypte ancienne, Ire partie, To-mehou, la Basse Égypte, Lib. C. Klincksieck, Paris, 1957.
- Lettres de Tanis, 1939-1940, la découverte des trésors royaux, présentées par sa fille Camille Montet Beaucour et le professeur Jean Yoyotte, Éd. du Rocher, Monaco, (posthume) 1998.

## Dans la culture populaire
Les travaux de Pierre Montet à Tanis et la découverte des trésors des pharaons perdus ont influencé le premier volet du film d'action américain réalisé par Steven Spielberg en 1981 Les Aventuriers de l'arche perdue. Dans le film, comme Pierre Montet, l'archéologue est un français, René Emile Belloq interprété par Paul Freeman, et dirige des fouilles à Tanis. La recherche de l'Arche d'Alliance fait référence à des rumeurs qui ont eu cours à l'époque des découvertes de Pierre Montet. Toutefois contrairement à l'archéologue du film, Montet n'a jamais travaillé pour les Allemands et n'a pu retourner en Égypte qu'en 1946 pour y achever les fouilles de la nécropole.